# Comunidad internacional

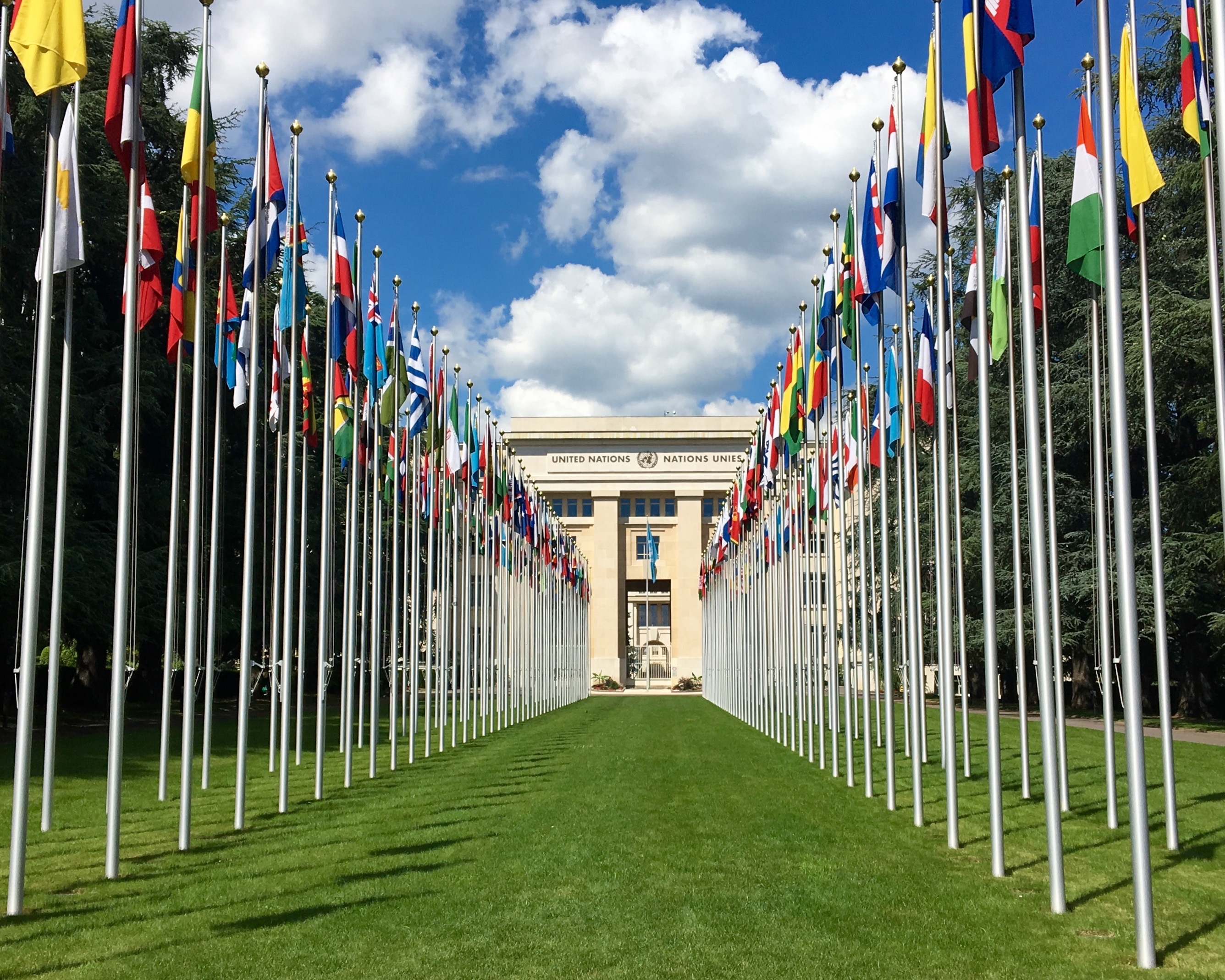
La sede de las Naciones Unidas vista desde las puertas de la Place des Nations, Ginebra. Al fondo, se puede ver el ala del edificio que alberga la organización de Investigación de las Naciones Unidas para el desarrollo social.

El término comunidad internacional se utiliza en las relaciones internacionales  y «constituye, por tanto, una sociedad de sociedades, o macro sociedad, en cuyo seno surgen y se desenvuelven los grupos humanos, desde la familia hasta las organizaciones intergubernamentales, pasando por los estados».
Celestino del Arenal, señala que la comunidad internacional al ya no conocer fronteras produce una ampliación de la problemática característica del estudio de las relaciones internacionales. A los clásicos problemas de  guerra y de la paz se añaden los problemas derivados de las relaciones económicas y culturales, del desarrollo y del subdesarrollo, entre otros.
En ocasiones se ha criticado su uso como un intento de globalizar y legitimar las opiniones y decisiones de los países occidentales.
Al tratar sobre la comunidad internacional, se alude a la asociación de personas o entidades con intereses u objetivos comunes enfocados a un punto de vista político; de allí que se refleje su relación con la sociedad, pues esta no es más que un conjunto organizado de personas o instituciones que actúan unidas para conseguir un mismo fin.
Básicamente, la sociedad internacional es un conjunto de sujetos de Derecho Internacional Público, unidos por un objetivo común en razón de intereses similares, es decir, es increíble como un grupo de comunidades políticas e independientes que no forman simplemente un sistema, sino que, además, han establecido, a través del diálogo y del consentimiento, reglas e instituciones comunes para organizar sus relaciones y han reconocido tener intereses comunes para mantener dichos acuerdos.
En este sentido, la comunidad internacional es un conjunto de sujetos de Derecho Internacional Público que se encuentran unidos debido un hecho, compartir un espacio físico, por lo que, esta se encuentra regulada por las normas y tratados internacionales, es decir, los sujetos pasivos del Derecho internacional; la cual, se establece entre Estados soberanos, independientes y jurídicamente iguales, es decir, aquellos que no están sometidos a un poder político superior.